# ティルディ・ゾルターン

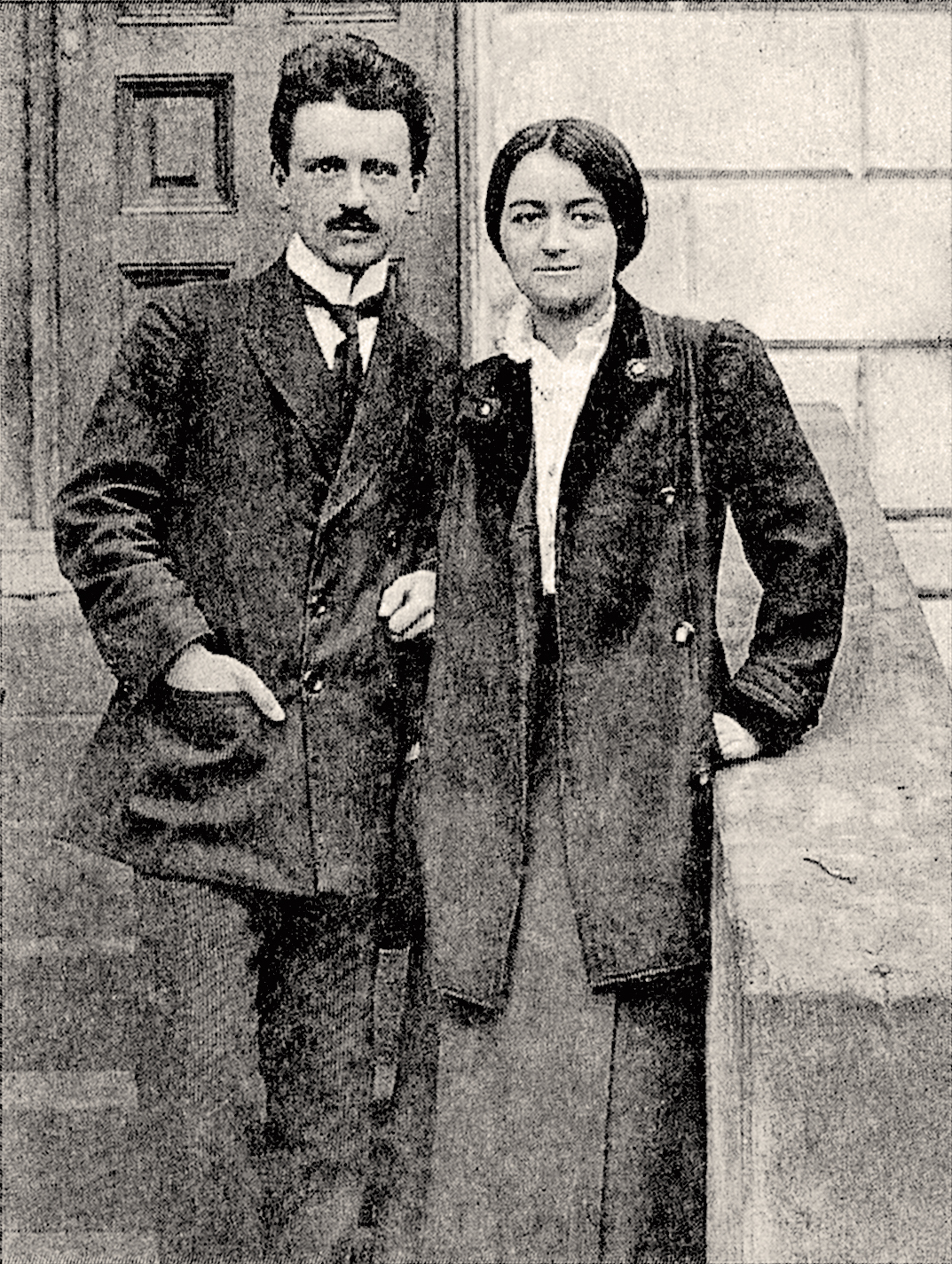
エルジェーベト夫人と（1914年）

ティルディ・ゾルターン（ハンガリー語: Tildy Zoltán, ハンガリー語発音: [ˈtildi ˈzoltaːn], 1889年11月18日 - 1961年8月3日）は、第二次世界大戦後のハンガリーの有力な政治指導者。ソ連の後ろ盾で共産党が権力を奪取する以前に首相および大統領を務めた。
オーストリア＝ハンガリー帝国のロションツ（現在はスロバキアのLučenec）で、地方役場の公務員の家庭に生まれた。彼はパーパ（Pápa）の改革派神学大学で神学の学位を取り、その後の1年間は北アイルランドの Belfast Assembly College での研究に費やした。1921年初めより、改革派教会の現役の牧師となり、ハンガリー改革派教会の日刊新聞『Keresztény Család』（キリスト教家族）および他の雑誌類を編集した。1929年、ナジ・フェレンツを含む著名なハンガリー政界人とともに、彼は独立小農業者党（FKgP）に参加した。その後間もなく、彼は党幹部会の副議長となった。
ティルディは1936年と1939年にハンガリー議会の議員に選出された。彼は第二次世界大戦においてハンガリー軍を撤退させるよう、ホルティ政府に圧力をかけた。ナチス・ドイツ軍によりハンガリーが占領されると、ティルディはその身を隠した。ソ連軍がドイツからハンガリーを解放した後、ティルディは小農業者党の党首となった。1945年9月にハンガリーの首相となり、次いで1946年2月にハンガリー共和国初代大統領に選出されて1948年8月3日まで務めたが、娘婿・チョルノキ・ヴィクトールが汚職と密通の容疑で逮捕されたという主張が持ち上がり、辞任させられた。ティルディは1956年5月1日まで、ブダペストの自宅に軟禁された。
1956年のハンガリー動乱において、ティルディは連立政権の国務大臣に任命されたが、ワルシャワ条約機構の干渉により革命運動が鎮圧されると、ソ連軍により逮捕された。1958年6月15日、ナジ・イムレとその仲間の裁判で、ティルディは最高裁により懲役6年の判決を言い渡されたが、高齢のため（実際、病気を理由に）、1959年4月の個々人に対する恩赦により釈放された。ティルディはその後、死ぬまで隠居して暮らした。